# Chil Kong
Chil Kong é um ator e diretor de cinema norte-americano-coreano. Graduou-se na Virginia Tech com formação em Marketing e em Psicologia. Kong já ocupou cargos de diretor artístico em várias companhias de teatro asiático, em Boston, no Teatro do Noroeste americano asiático em Seattle e Lodestone Theatre Ensemble em Los Angeles.

## Carreira

### No teatro
Lodestone Theatre Ensemble foi a segunda maior empresa Asian American Theater em Los Angeles, com a administração co-artístico Chil Kong e Philip C. Chung  que serviu para todo o prazo de dez anos. A empresa começou como uma resposta aos motins em Los Angeles para produzir histórias de americanos de origem asiática de uma geração mais jovem.
Ele foi um dos co-diretores artísticos durante dez anos do Ensemble Theater Lodestone, onde dirigiu muitos dos shows, incluindo uma versão do projeto Mikado, que mais tarde se transformou em um filme.

### Na televisão
Kong tem aparecido em muitos papéis na televisão, incluindo um episódio chamado ...In Translation" da série  Lost, desempenhou um técnico de necrotério em House MD, um ministro na série Six Feet Under no episódio Hold My Hand entre outros.[carece de fontes?]